# Winthrop Graham
Winthrop Graham (Jamaica, 17 de noviembre de 1965) fue un atleta jamaicano, especializado en la prueba de 400 m vallas en la que llegó a ser subcampeón mundial en 1991.

## Carrera deportiva
En el Mundial de Tokio 1991 ganó la medalla de plata en los 400 metros vallas, con un tiempo de 47.74 segundos que fue récord nacional de Jamaica, llegando a meta tras el zambiano Samuel Matete y por delante del británico Kriss Akabusi.